# Fiat A.74
Фиат А.74 (итал. Fiat A.74) — двухрядный, четырнадцати-цилиндровый звездообразный двигатель воздушного охлаждения, производимый в Италии компанией Fiat Aviazione в 1930-х годах и применяемый в качестве силовой установки ряда боевых самолётов, в основном истребителей.

## История
Fiat A.74 был разработан в 1935 году инженером Tranquillo Zerbi и профессором Antonio Fessia специально для использования на истребителях. Двигатель являлся развитием американского 14-цилиндрового двухрядного звездообразного Pratt & Whitney R-1535 Twin Wasp Junior, на который Fiat приобрел лицензию. Между двумя двигателями, однако, существовали многочисленные различия в дизайне, среди других, в размерах диаметра и хода поршня, а также конструктивно. Это было связано как с необходимостью упростить производство, так и с использованием упрощенных материалов. Кроме того, A.74 характеризовался принятием центробежного нагнетателя, оптимизированного для высоты 3800 метров и редуктором для передачи момента на воздушный винт.
A.74 ознаменовал переход Fiat от производства 12-цилиндровых V-образных двигателей с жидкостным охлаждением к большим радиальным двигателям с воздушным охлаждением. В предыдущие годы Fiat выпустил несколько радиальных воздушных двигателей меньшего размера, но A.74 ознаменовал значительное увеличение мощности и размеров. Семейство A.74 производилось масштабно и породило ряд связанных двигателей, таких как Fiat A.76, Fiat A.80 и Fiat A.82, причем каждое последующее поколение было крупнее и мощнее предыдущего. Вся серия эволюционировала с 14 до 18 цилиндров с выходной мощностью с 870 до 1400 л. с.
Двигатель Fiat A.74, оцениваемый специалистами как очень хороший двигатель в конце 1930-х годов, будет использоваться на многих аппаратах. Хотя его характеристики уже не были идеальными во время мирового вооруженного конфликта 1939—1945 годов, этот двигатель оставался эталоном и высоко ценился пилотами за его превосходную надежность, даже когда работал на топливе низкого качества и в суровых условиях, например, в ливийской пустыне или русской зиме, и механиками за простоту обслуживания.

## Модификации
A.74 RC18 — с редуктором и нагнетателем, номинальная высота 1800 м (5900 футов).
A.74 RC38 — с редуктором и нагнетателем, номинальная высота 3800 м (12 500 футов).
A.74 RC38D
A.74 RC38S
A.74 RIC38 — с редуктором, впрыском топлива и нагнетателем, номинальная высота 3 800 м (12 500 футов).
A.74 RC42 — с редуктором и нагнетателем, номинальная высота 4200 м (13 800 футов) — 770 л. с. В основном использовался на транспортном самолёте Fiat G.12.

## Применение
Италия
- CANSA F.C.20
- Caproni Vizzola F.5
- Fiat CR.25
- Fiat CR.42
- Fiat G.12
- Fiat G.50
- Fiat RS.14
- IMAM Ro.51
- IMAM Ro.57
- Macchi MC.200

 Болгария
- ДАР-10Ф

 Югославия
- Икарус Оркан